# Seznam elektráren v Českých Budějovicích
Tato stránka obsahuje seznam průmyslových objektů, které se zabývají výrobou či kogenerací elektřiny na území Českých Budějovic a dosahují výkonu přinejmenším 100 kW.

## Seznam
| Elektrárna                              | Obrázek                                           | Umístění          | Založení  | Výkon               | Galerie                                                            | Popis |
| --------------------------------------- | ------------------------------------------------- | ----------------- | --------- | ------------------- | ------------------------------------------------------------------ | --- |
| FVE – BS-Reality servis                 |                                                   | Nemanická         | 2009      | 150 kW              |                                                                    | FVE – BS-Reality servis České Budějovice. |
| FVE – CB Auto                           |                                                   | Milady Horákové   | 2010      | 161 kW              |                                                                    | [ 1 ] [ 3 ] |
| FVE DAVID SERVIS                        |                                                   | Křižíkova         | 2009      | 101 kW              |                                                                    | [ 1 ] [ 4 ] |
| FVE Metropol                            | Hydroelektrárna Čes. akciového pivovaru           | Senovážné náměstí | 2009      | 148 kW              | Kategorie „Dům kultury Metropol“ na Wikimedia Commons              | [ 1 ] [ 5 ] |
| FVE S.M.S.                              |                                                   | Dobrovodská       | 2010      | 506 kW              |                                                                    | [ 1 ] [ 6 ] |
| Hydroelektrárna čes. akciového pivovaru | Hydroelektrárna Čes. akciového pivovaru           | České Vrbné       | 1921      | 340 kW              | Kategorie „Fellingerův mlýn“ na Wikimedia Commons                  | Vznikla přestavbou Fellingerova mlýna, zrušena 1979, budova existuje, dvě Francisovy turbíny (2× 160 kW). |
| MVE České Vrbné                         |                                                   | České Vrbné       | 1985      | 1960 kW             |                                                                    | Dvě Kaplanovy turbíny (2× 980 kW, též uváděno 2× 900 kW), provozuje 1. elektrárenská s.r.o. |
| MVE Sokolský ostrov                     | Elektrárna od Dlouhé louky                        | Jiráskův jez      | 1930      | 650 kW 760 kW       | Kategorie „Vodní elektrárna u Jiráskova jezu“ na Wikimedia Commons | Původně tři Francisovy turbíny Škoda, z toho zachovány dvě (210 a 250 kW) a třetí nahradila r. 1936 Kaplanova turbína Storek 300 kW.                                                                                             |
| MVE u Trilčova jezu                     | Trilčův jez a elektrárna                          | Trilčův jez       | 1938      | 548 kW 650 kW       | Kategorie „Trilčův jez a elektrárna“ na Wikimedia Commons          | Podle dvě turbíny o celkovém výkonu 548 kW, podle dvě Kaplanovy turbíny: KT 263 a KT 264 Storek (2× 325 kW, 650 kW celkem). Slouží papírnám, původně dodávala přebytky do sítě. V roce 1997 vyrobila 2915 MWh (vše pro papírny). |
| Tepelná elektrárna                      | Parostrojní elektrárna s garážemi tramvají vpravo | Průmyslová ulice  | 1907      | 700 kW (1907)       | Kategorie „Parní elektrárna České Budějovice“ na Wikimedia Commons | Vznikla jako zdroj elektřiny pro tramvajovou dopravu. Původně dva parní stroje (2× 350 kW), 1913 přistavěn 630kW turbogenerátor, později 750 kW, před zrušením provizorně využívána jako teplárna (od r. 1948, ještě r. 1976).   |
| Teplárna                                | Teplárna České Budějovice z Černé věže            | Průmyslová ulice  | 1949/1962 | 66 MW ¹) 51,6 MW ²) | Kategorie „Teplárna České Budějovice“ na Wikimedia Commons         | Stavba zahájena 1949 vedle elektrárny, přerušena 1950, obnovena 1962. V r. 2016 dva plynové a dva uhelné kotle, turbíny TG4 25 MW + TG5 14,6 (namísto původní 29,2) MW + TG6 12 MW.                                              |

¹) od roku 2011
²) od roku 2016

## Další zdroje
Českobudějovickou společností Jihočeské elektrárny (od r. 1950 Českobudějovické energetické rozvodné závody, od r. 1958 Jihočeské energetické závody) byla v roce 1922 vybudována na lignitovém ložisku u Mydlovar elektrárna zásobující město 22kV vedením. Dosahovala maximálního historického výkonu 100 MW. Později byla upravena na teplárnu (v 60. letech zásobovala teplem nejdříve MAPE a od roku 1967 i Zliv), která od roku 1974 zásobovala dálkovým parovodním potrubím severní část Českých Budějovic. Výroba elektřiny byla ukončena v roce 1998, dodávky tepla do Budějovic v roce 2000 (podle některých zdrojů již roku 1999). V roce 2001 byla přestavěna na výtopnu využívající zemní plyn. Mezi lety 2009-2011 (po odmítnutí plánů obří spalovny) byla výtopna zrekonstruována a přestavěna na teplárnu. Využívá kotel na plyn, kotel na biomasu a dva generátory o celkovém výkonu 3,5 MW (2+1,5 MW).